# Marinha Imperial Chinesa
A Marinha Imperial Chinesa foi a marinha moderna da Dinastia Qing da China, fundada em 1875. Uma força naval imperial na China surgiu pela primeira vez em 1132  durante a Dinastia Sung e existiu de alguma forma até o final da Dinastia Qing em 1912. No entanto, o nome "Marinha Imperial Chinesa" geralmente se refere apenas à marinha Qing que existiu entre 1875 e 1912, com "Marinha Imperial Chinesa" (Imperial Chinese Navy) como seu nome oficial em inglês.

## História

### Precursores
Na década de 1860, foi feita uma tentativa de estabelecer uma marinha moderna por meio da Osborn ou Frota "Vampire", de construção britânica, para combater as canhoneiras construídas nos EUA pelos rebeldes de Taiping. A chamada "Frota Vampiro", equipada pelo governo chinês para a supressão da pirataria na costa da China, foi desmantelada devido ao não cumprimento da condição de que o comandante britânico Sherard Osborn recebesse ordens apenas do governo imperial. 

### Estabelecimento da Marinha Qing
Em 1865, o Estaleiro Jiangnan foi estabelecido. 
Em 1874, uma incursão japonesa em Taiwan expôs a vulnerabilidade da China no mar. Foi feita uma proposta para estabelecer três frotas costeiras modernas: a Frota do Mar do Norte ou Frota de Beiyang, para defender o Mar Amarelo, a Frota do Mar do Sul ou Frota de Nanyang, para defender o Mar da China Oriental, e a Frota do Mar de Cantão ou Frota de Yueyang, para defender o Estreito de Taiwan e Mar da China Meridional. A Frota Beiyang, com a missão de defender a secção da costa mais próxima da capital Pequim, foi priorizada.
Uma série de navios de guerra foram encomendados à Grã-Bretanha e à Alemanha no final da década de 1870, e bases navais foram construídas em Port Arthur e Weihaiwei. Os primeiros navios construídos pelos britânicos foram entregues em 1881, e a Frota Beiyang foi formalmente estabelecida em 1888. Em 1894, a Frota Beiyang era, no papel, a marinha mais forte da Ásia na época. No entanto, foi em grande parte perdido durante a Primeira Guerra Sino-Japonesa na Batalha do Rio Yalu. Embora os navios de guerra modernos Zhenyuan e Dingyuan fossem imunes ao fogo japonês, eles não conseguiram afundar um único navio e todos os oito cruzadores foram perdidos.  A batalha mostrou mais uma vez que os esforços de modernização da China foram muito inferiores aos da Restauração Meiji. A Frota Nanyang também foi estabelecida em 1875 e cresceu com navios de guerra construídos principalmente no país e um pequeno número de aquisições da Grã-Bretanha e da Alemanha.

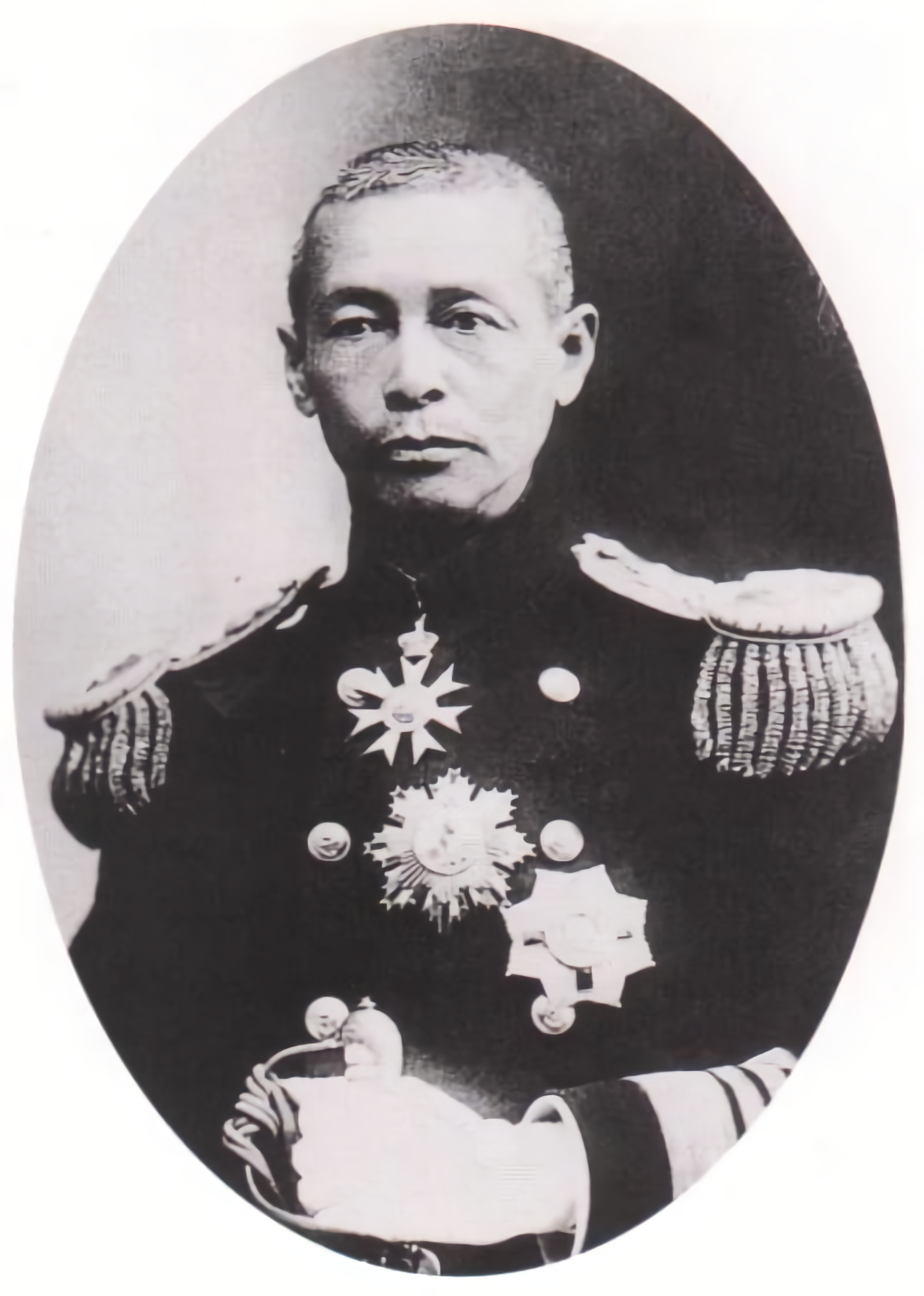
Sa Zhenbing

O almirantado ou conselho naval (haijun yamen) foi estabelecido em 1885.
A Frota Nanyang lutou na Guerra Sino-Francesa, tendo um desempenho um tanto fraco contra os franceses em todos os combates.
As frotas separadas de Fujian e Guangdong tornaram-se parte da Marinha Imperial depois de 1875. A Frota de Fujian foi quase aniquilada durante a Guerra Sino-Francesa e só conseguiu adquirir dois novos navios depois disso. Em 1891, devido a cortes orçamentários, a Frota de Fujian mal era uma frota viável. A Frota de Guangdong foi estabelecida no final da década de 1860 e estava baseada em Whampoa, em Cantão (atual Guangzhou).
Após a Primeira Guerra Sino-Japonesa, Zhang Zhidong estabeleceu uma frota fluvial em Hubei.
Em 1909, os remanescentes das frotas de Beiyang, Nanyang, Guangdong e Fujian, juntamente com a frota de Hubei, foram fundidos e reorganizados como Frota Marítima e Frota Fluvial. Havia também planos para desenvolver novamente a frota, com um orçamento de 7 a 8 milhões de taéis por ano, incluindo um pequeno empréstimo dos Estados Unidos da América.

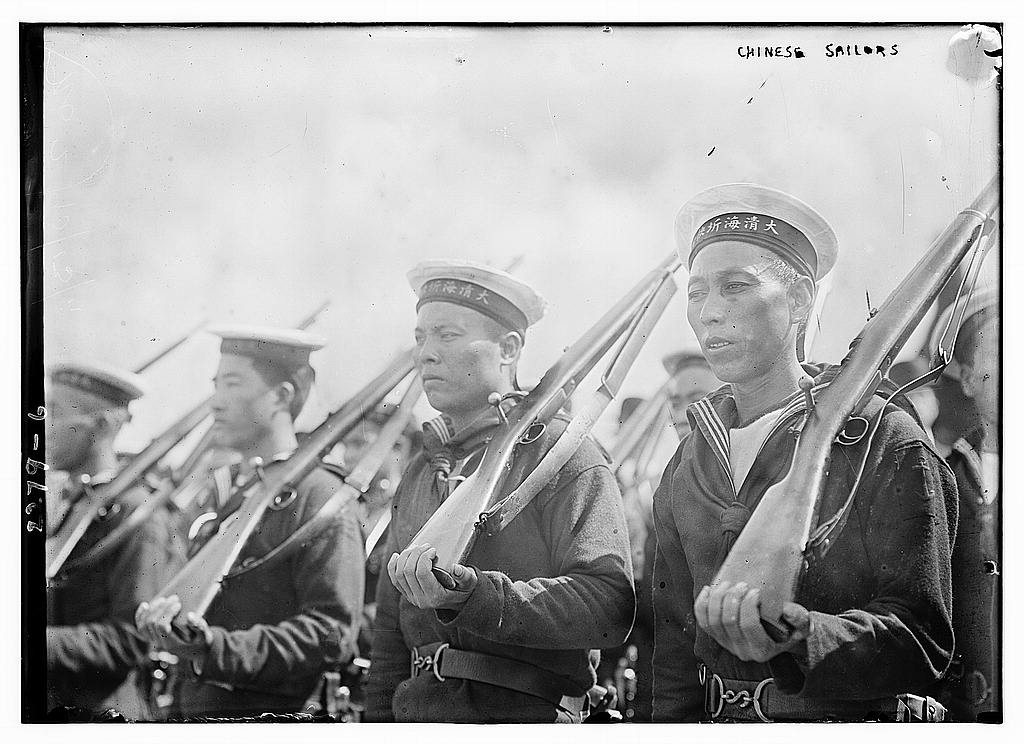
Marinheiros do Hai Chi da Marinha Imperial Chinesa, em desfile em Nova Iorque.

Em 1911, Sa Zhenbing tornou-se Ministro da Marinha do Grande Qing.
Um dos novos navios entregues após a guerra com o Japão, o cruzador Hai Chi, em 1911 tornou-se o primeiro navio arvorando a Bandeira do Dragão Amarelo a chegar em águas americanas, visitando a cidade de Nova Iorque como parte de um passeio.    

### Sucessores
Após a Revolução Xinhai e o estabelecimento da República da China em 1912, a Marinha Imperial Chinesa foi substituída pela Marinha da República da China. A Marinha do Exército de Libertação Popular foi criada no início de 1949 pelo Partido Comunista Chinês e, após o estabelecimento da República Popular da China no final daquele ano, tornou-se a principal marinha da China.

## Frotas
- Frota Beiyang - Frota do Mar do Norte baseada em Weihaiwei
- Frota Nanyang - Frota do Mar do Sul baseada em Xangai
- Frota de Guangdong - baseada em Cantão (agora Guangzhou)
- Frota de Fujian - baseada em Fuzhou, fundada em 1678 como Frota da Marinha de Fujian. [9]

## Bases
- Frota Beiyang: Ilha Liugong, Weihaiwei (1888-1895); ocupada pelo Japão entre 1895 e 1898, arrendada à Grã-Bretanha entre 1898 e 1940 (até 1930 como parte de Weihaiwei); reocupado pelo Japão 1940-1945; usado pelas forças comunistas desde 1945
  - Tianjin, sede da Academia Naval de Tianjin
  - Lüshunkou, Dalian (1888-1895); ocupada pelo Japão entre 1895 e 1898, arrendada à Rússia entre 1898 e 1904; ocupada pelo Japão 1904-1945; alugado para a União Soviética 1945-1955; retornou à China em 1955
- Frota Nanyang: Xangai, Nanjing
- Frota de Fujian: Arsenal de Foochow, perto de Fuzhou (1866-1884) - base da frota da marinha e estaleiro naval Qing e Escola de Administração Naval no final do século XIX; antigo centro de construção naval
- Frota de Guangdong: Whampoa, Cantão

## Governança
Em 1885, após a Guerra Sino-Francesa, a corte Qing criou um Gabinete da Marinha para supervisionar a marinha. Em 1910, como parte da reforma da estrutura governamental Qing, o Gabinete da Marinha foi substituído por um Ministério da Marinha, chefiado por um Secretário da Marinha. 
Os escalões mais altos da marinha após a fusão das frotas em 1909 foram:
- Almirante da Marinha Imperial Chinesa (Zheng Dutong)
- Vice-almirante da Marinha Imperial Chinesa (Fu Dutong)
- Contra-almirante da Marinha Imperial Chinesa (Xie Dutong)
- Comodoro da Marinha Imperial Chinesa (Tongdai)
- Líder da frota da Marinha Imperial Chinesa (Duizhang)

Quando foi desenvolvida pela primeira vez pela Imperatriz Viúva Cixi, a Frota Beiyang era considerada a marinha mais forte do Leste Asiático. Antes de seu filho adotivo, o imperador Guangxu, assumir o trono em 1889, Cixi escreveu ordens explícitas para que a marinha continuasse a desenvolver-se e a expandir-se gradualmente.  Às vésperas da Primeira Guerra Sino-Japonesa, o Estado-Maior Alemão previu uma vitória para a China e William Lang, que era um conselheiro britânico para os militares chineses, elogiou o treinamento, os navios, as armas e as fortificações chinesas, afirmando que "no No final, não há dúvida de que o Japão deve ser totalmente esmagado".  No entanto, depois que Cixi se aposentou, todo o desenvolvimento naval e militar foi drasticamente interrompido. As derrotas militares sofridas pela China foram atribuídas ao partidarismo dos governadores militares regionais. Por exemplo, a Frota Beiyang recusou-se a participar da Guerra Sino-Francesa em 1884,  com a Frota Nanyang retaliando recusando-se a desdobrar-se durante a Guerra Sino-Japonesa de 1895.  Li Hongzhang queria manter pessoalmente o controle desta frota, incluindo muitos navios de primeira linha, mantendo-a no norte da China e não deixando-a cair no controle das facções do sul.  A China não tinha um único almirantado encarregado de todas as marinhas chinesas antes de 1885.  As marinhas do norte e do sul da China não cooperaram e, portanto, as marinhas inimigas precisavam apenas de combater um segmento da marinha da China. 

## Tipos de navios
Os navios anteriores ao século XIX eram de madeira e de vários tamanhos.
- fu po (navio de guerra) - navios do século XIX
- hai hu ou falcões do mar
- juncos de combate
- Louchuan (樓船) - navios-torre da dinastia Ming
- mengchong ou assaltante coberto (艨艟): navio de guerra de assalto coberto de couro - navios do período dos Três Reinos
- barcos fluviais - Dinastia Song
- wugongchuan, ou navio centopéia - galera do século XVI baseada em tipos portugueses
- yu ting ou barcos patrulha
- zhan xian ou juncos de combate
- zou ge ou barcas voadoras

Após a Primeira Guerra do Ópio, os Qing melhoraram a sua frota naval com navios modernos vindos da Europa:
Navios de guerra
Classe Ding Yuan
- Ding Yuan (1881)
- Zhen Yuan (1882)

Navios de defesa costeira
- Pingyuan (1890)

Cruzadores
- Classe Chaoyung
  - Chaoyong (1880)
  - Yangwei (1881)
- Jiyuan (1883)
- Classe Kai Che
  - Kai Che (1882)
  - Rei Ch'ing (1886)
  - Huan T'ai (1886)
- Classe Nan Thin
  - Nan Fino (1883)
  - Nan Shuin (1884)
  - Fu Ch'ing (1893)
- Classe Chih Yuan
  - Chih Yuen (1886)
  - Ching Yuen (1886)
- Classe Rei Yuan
  - King Yuen (1887)
  - Laiyuan (1887)
- Pulmão Wei (1888)
- Classe Tung Chi (semelhante à classe American Columbia, mas eram cruzadores compostos)
  - Tung Chi (1895)
  - Fu An (1894)
- Classe Hǎi Qi
  - Hai Tien (1897)
  - Hai Chi (1898)
- Classe Hai Yung
  - Hai Yung (1897)
  - Hai Chou (1897)
  - Hai Shen (1898)
- Classe Chao Ho
  - Chao Ho (1912)
  - Ying Swei (1913)

## Bandeiras
As bandeiras mostradas são da Marinha Imperial Chinesa durante o período de 1909 a 1911: 

Insígnia Naval da Marinha Imperial Chinesa
Bandeira do Secretário da Marinha Imperial Chinesa
Bandeira de comando do almirante da Marinha Imperial Chinesa
Bandeira de comando do vice-almirante da Marinha Imperial Chinesa
Bandeira de comando do contra-almirante da Marinha Imperial Chinesa
Bandeira de comando do Comodoro da Marinha Imperial Chinesa
Bandeira de comando do oficial sênior/líder da frota da Marinha Imperial Chinesa
Galhardete de navio de serviço da Marinha Imperial Chinesa
Galhardete da Comissão da Marinha Imperial Chinesa

Notas: O Comodoro não era uma patente substantiva, mas sim um capitão comandando um esquadrão.

## Ligações externos
- China: Its History and Culture
- Liugong-a historical tiny isle
- Naval Warfare and Refraction of China's Self-Strengthening Reforms into Scientific and Technological Failure - 1860-1895